# Toen ik een nieuw leven ging beginnen en andere waargebeurde verhalen uit de jaren vijftig
Toen ik een nieuw leven ging beginnen en andere waargebeurde verhalen uit de jaren vijftig (1979), geschreven onder pseudoniem Willy van der Heide, is een bundel van autobiografische verhalen, waarin de nodige gebeurtenissen en personages voorbijkomen die model hebben gestaan voor mensen of situaties uit de Bob Evers-serie en uit de Wanda Moens-serie.

## Inhoud
Het boek bestaat uit een voorwoord, waarin de auteur uiteenzet dat aan waargebeurde verhalen niet minder dan fictie een zekere compositie ten grondslag ligt, te weten 'de moeilijke taak (...) om alle rommelige elementen, die alleen maar storend, niet-ter-zake-doende of afleidend werken, wèg te laten als men de betrokken gebeurtenis later na-vertelt.'
De twaalf hoofdstukken verhalen van opmerkelijke en soms ook minder opmerkelijke gebeurtenissen uit het leven van de auteur.
Theedrinken op Huis ter DuinOver een bijeenkomst van de vriendenclub van de auteur te Noordwijk die eindigt met een autotocht langs het strand van Scheveningen op weg naar Het Witte Kasteel. Gangmaker is niet de auteur zelf, maar diens kleurrijke vriend Reinier van wie de auto is. Typerend voor diens persoonlijkheid is zijn uitspraak als ze bij Wassenaar met toeristen in de file staan: '"Wel verduiveld!" gromde Reinier, die nog steeds dacht in de oude, feodale stijl van rijknechten en palfreniers. "Wat doet al dat platvloerse bollenvolk hier op mijn route?"' Het is onmiskenbaar déze Reinier die zijn opwachting maakt in het voorlaatste hoofdstuk van Drie meisjes en een cafetaria van Van der Heides alter ego Sylvia Sillevis.

De Psychiater verhuurt zijn HuisOp een julidag zit de auteur in Tocci's Milkbar met drie Haagse meisjes: Pop Kila, Julia Boelling en Hetty Schnitzler. Een vriend van de auteur, Reinier, is de huurder van het huis uit de titel. Deze Reinier wordt geschetst als een combinatie van een 'deftig notariszoontje' en een losbol. Daarmee komt zijn profiel eens te meer overeen met de Reinier uit het voorlaatste hoofdstuk uit Drie meisjes en een cafetaria, het eerste boek van de Wanda Moens-reeks, drie boeken over een groep van drie meisjes waarvan er overigens eentje eveneens Pop heet. De club woont de boel niet alleen uit maar zet het interieur zelfs opnieuw in de verf. Uiteindelijk nemen de buren contact op met de in het buitenland verblijvende eigenaar om aan de overlast een einde te laten maken.

Meisjesboeken schrijven met een Halve SnorTerwijl hij een verhaal zit te vertellen, knipt een vrouw de helft van de snor van de auteur af. Die besluit de andere helft gewoon te laten staan, in de wetenschap dat de asymmetrie elke dag weer een stukje minder wordt. Ook gaat hij in op het initiatief voor de drie meisjesboeken die hij onder het pseudoniem Sylvia Sillevis heeft geschreven, de zogeheten Wanda Moens-serie.
Het Afscheidsconcert van Peter SchilperoortDe gebeurtenissen over een concert van de Dutch Swing College Band in het toenmalige gebouw van Kunsten en Wetenschappen te Den Haag, hebben ten grondslag gelegen aan gedeelten van Stampij om een schuiftrompet uit de Bob Evers-serie. Terwijl het orkest repeteerde, begeleidde de auteur de gastartiesten, zangeres Beryl Bryden en rietblazer Sidney Bechet, in een horecagelegenheid. Bijna arriveert het gezelschap te laat.
De Whisky van de HoofdLegerAalmoezenierVan der Heide doet een boekje open over zijn aanvankelijke overeenkomst met Coca Cola en (voor de latere pockets) met de Encyclopaedia Britannica om deze in de Bob Evers-serie te verwerken. Het salaris bedroeg vijf gratis kratten cola per maand zo lang als de boeken in de verkoop zijn, respectievelijk een volledige set van de encyclopedie plus een kist prima Schotse whisky. Omdat de auteur van huis is, wordt dit laatste pakket bij de overburen afgeleverd, een legeralmoezenier die aanvankelijk danig onder de indruk is van de dozen vol geleerdheid, tot hij ziet dat in enkele dozen whisky zit. En passant onthult de auteur zijn precieze lengte: 'Op mijn sokken meet ik één meter twee en negentig'.
Bob en Sjoerd emigreren naar HawaïOver een emigratie per schip, de Willi Waw, die uiteindelijk niet doorgaat.
Gezellige Weekjes GijzelingDe auteur heeft een betalingsachterstand die hij niet kan inlossen, waarop de ongelovige vorderaar hem door de autoriteiten in gijzeling laat nemen. Er is echter een cheque van 2000 gulden onderweg van de uitgever, de verdienste van de verkoop van Bob Evers-boeken. Als hij door de deurwaarder thuis wordt opgehaald, laat Van der Heide onderweg de auto even stoppen om bij het postkantoor wat telegrammen te versturen. Daar blijkt de cheque aangetekend klaar te liggen, die Van der Heide onmiddellijk op naam van zijn verloofde Annelies overzet. Na een maand mag hij het Huis van Bewaring weer verlaten.
De Spionage in de Horse-Shoe BarIn het hotel van een met de auteur bevriend echtpaar bevindt zich een gezellige gast die de rekening van de hotelbar hoog laat oplopen, waardoor achterdocht over diens kredietwaardigheid ontstaat, mede omdat de gast - een geboren Noor die kolonel is bij de Amerikaanse Luchtmacht - zegt dat zijn geld in zijn kamer in een ander hotel ligt. Van der Heide belooft met de gast aan te pappen om erachter te komen wat voor vlees ze in de kuip hebben. Gevraagd waarom hij hier logeert als hij al een kamer elders heeft, antwoordt hij: '"De Witteburg is me veel te ongezellig. (...) Met al die strijkages en buigingen - daar kan ik niet tegen. Dit is het soort hotel dat ik begrijp."' : Hierop zet Van der Heide de bezorgdheid van het eigenaarsechtpaar uiteen, waarop besloten wordt dat Van der Heide de tas met daarin het chequeboek van de kolonel uit het hotel zal halen. Bij het doorzoeken van de tas merkt Van der Heide bovenop een militaire order op waaruit blijkt dat de kolonel zich vijf dagen eerder al in Amerika had moeten melden. Hij neemt de tas mee en de kolonel schrijft een cheque uit, waarop de auteur naar zijn eigen huis gaat. De Pentagon-cheque kan alleen door een Amerikaans militair bureau worden verzilverd. Wanneer het echtpaar dit doet, vallen militairen meteen het hotel binnen omdat de kolonel - die op de hoogte is van tal van staatsgeheimen - al dagen vermist wordt.
De kolonel komt uit het verhaal naar voren als een gezellige drinkebroer, maar ook als iemand die een geheim erg goed kan bewaren. Hoewel Van der Heide de naam van de kolonel spelt als Berndt Balchen, kan het niet anders of het gaat om Bernt Balchen, een held van het leger aan wie uitgebreide artikelen zijn gewijd op zowel de Engelstalige als de Noorse Wikipedia. In het Bob Evers-boek Ali Roos als Arie Baba keert de combinatie van vermiste militairen en twee hotels terug. De uit het leger gedeserteerde schilderijensmokkelaars Jerry Miller en Dick Parsons logeren in het Antwerpse hotel Popularis, dat hun niet bevalt. Als gedeserteerden durven zij echter niet naar het Stateside hotel te verkassen, waar Bob, Jan en Arie kwartier houden.
Mijn Verbanning naar MeppelWanneer Van der Heide een bungalow op Kaageiland bewoont, met Peter Schilperoort als buurman, komt buurman Jan van Ees, uitbater van uitspanning De Bontekoe, langs en klaagt over vakantievierende Kaagvaarders die de hele dag vanaf de ochtend maar bij hem rondhangen. Om de mensen bezig te houden, komt Van der Heide met het plan voor een speurtocht waarbij lege Coca-Colaflesjes met genummerde briefjes in het water uit worden gezet. Dit geschiedt bij nacht: 'We hadden een dik uur nodig om de eilanden rond te varen en bij de paddenstoelhuisjes ging het laatste flesje de plomp in.' : De volgende dag vinden de deelnemers geen flesjes. Niemand weet waar ze gebleven zijn, maar een flesjestest in de spoelbak brengt uitkomst: '"Het Ei van Archimedes. (...) Een Coca-Cola-flesje weegt aan leeg glas meer dan de hoeveelheid water die het verplaatst. Dus zinkt het."' De locatie, inclusief de paddenstoelhuisjes, plus een flesje met een papier keren terug in het Bob Evers-boek Een motorboot voor een drijvend flesje. Daags erna komt Krijger, de Boekverkoper van de uitgeverij, langs om titels en synopsis van de nieuwe Bob Evers-boeken. Die krijgt de indruk dat de auteur niet aan werken toekomt en de volgende dag komt uitgever Jan Stenvert zelf eens kijken en besluit terstond om Van der Heide naar een hotel te Meppel te sturen om in alle rust en concentratie de boeken af te maken. Het werk vlot daar, maar zijn aanwezigheid raakt bij scholieren bekend en die komen vragen of hij niet Peter Schilperoort kan regelen voor een schoolfeest. Aldus gebeurt en de dag na het feest is Stenvert jarig, zodat de hele roedel bij hem langsgaat. Die weet niet hoe snel hij Van der Heide weer Meppel uit moet krijgen.
Toen ik een nieuw leven ging beginnen...Verblijf houdende op Kaageiland, krijgt Van der Heide per telefoon van zijn uitgever te horen dat de Belastingdienst beslag op alles heeft gelegd. Na enig beraad spijkert hij zijn bungalow dicht om in Amsterdam in de haven te gaan werken en orde op zaken te stalen. Twee Bob Eversen en het kinderboek Dikkie en de dingen die branden heeft hij bij zich. De laatste titel zal worden verlucht met illustraties van Marlou Stockmann, in wiens Amsterdamse atelier de auteur enige dagen verblijft. Vervolgens wordt hij nachtbedrijfsleider van het chique TORO-hotel nabij het Vondelpark. Ook gaat hij voor de Geïllustreerde Pers draaiboeken maken voor strips van Dagobert Duck en de Boze Wolf.
Het Jasje van Karel SijmondsOp een warme julidag ontmoet de auteur bij Eylders Wibina Reuchlin, die hem een werkplek aanbiedt om Bob Evers deel 23 of 24 af te maken. Die bevalt hem echter niet, waarop hij al zijn spullen achterlaat alsof hij elk moment terug kan komen, maar weken wegblijft. Sijmonds pikt in die tijd zijn blazer in, wat de auteur later op slinks wijze weer terugkrijgt. De historie vermeldt niet waar het afmaken van dat boek dan wel plaatsvindt, alleen dat het bij inlevering direct duizend gulden contant oplevert.
Toen mijn Vrouw zich verveeldeIn de periode waarin dit verhaal speelt is de auteur getrouwd met Marjon en woont in een huis te Beekbergen op de Veluwe. Besloten wordt een schouwburg af te huren om een jazzconcert te organiseren met de Rivertown Jazz Band, maar op die zaterdag 3 december is het weer zo woest dat er veel te weinig publiek op af komt om iedereen uit de opbrengst te betalen. Dus vraagt de auteur iedereen mee te gaan naar zijn huis in Beekbergen om daar betaald te worden.